# Königlich Privilegierte Scharfschützengesellschaft Lichtenfels
Die Königlich Privilegierte Scharfschützengesellschaft Lichtenfels ist ein Schützenverein im oberfränkischen Lichtenfels. Sie geht zurück auf die bereits 1413 gegründete Lichtenfelser Schützengemeinschaft. Heute sammeln sich in der Schützengesellschaft alle Schießdisziplinen, vom Vorderlader-, über Western-, Karabiner- bis hin zum Kleinkaliber- und Luftgewehrschießen. Seit dem Jahr 2008 gibt es auch eine eigene Bogenschützenabteilung.

## Geschichte

### 15.–18. Jh. – Ursprung und Vorgeschichte
Die älteste Nachricht über die Lichtenfelser Schützen befindet sich im Staatsarchiv Bamberg. Das Bamberger Ratsmemorialbuch für die Zeit von 1470 bis 1527 enthält für das Jahr 1500 u. a. wörtlich den Eintrag: „Landtschießen anno 1500 zu Bamberg“. Zudem sind Einladungen an viele Adelige aus dem Bamberger Land sowie an 56 Städte aufgeführt, darunter sind namentlich erwähnt Lichtenfels, Staffelstein, Seßlach, Scheßlitz, Weismain und Kunstat. An diesem Schießen nahmen Heintz Mulner von Lichtenfels, Christoffel Hann von Staffelstein, Eberhard Schutz und Adam Putner teil. Erwähnt ist ferner, dass „der Schutz von Staffelstein 11/2 Gulden“ gewann.

### 1811–1818 – Vorläufer der heutigen Gesellschaft
Mit der Festsetzung einer Schützenordnung sowie der Wahl eines Oberschützenmeisters und eines Unterschützenmeisters wurde am 2. Juli 1811 die heutige „Kgl. Privilegierte Scharfschützen Gesellschaft Lichtenfels“ gegründet. Die Gründer waren „Landrichter Schell“, „Pfarrer Schauer“, „Kaplan Wittmann“ sowie der „Landgerichtsarzt Krappmann“. Die Stadt Lichtenfels war vertreten durch Bürgermeister Greiner, die Landwehr durch die „Hauptleute Silbermann und Zeder“, „Oberleutnant Krug“ und „Leutnant Würstlein“; Beamtentum und Bürgerschaft wurden weiter verkörpert durch den „Forstgehilfen Loeser“, den „Zeichenmeister Heße“ und den „Bürger Zech“. Als Schriftführer verfasste „Stadtschreiber Wagner“ das im „Goldenen Buch“ niedergelegte Gründungsprotokoll.

### 1818–1840 – Der Weg der Schießgesellen zur organisierten Schützenzunft
Das 1811 errichtete, behelfsmäßige Schießgelände wurde 1827 abgerissen. An selber Stelle wurde ein Schießhaus errichtet, das als Versammlungsstätte der Schützengesellschaft diente. 1828 wurde es um einen Schießstand ergänzt. Im 1832 neu angelegten Grundbuch der Stadt Lichtenfels wurde als Eigentümer der Schießstätte, sowie des gesamten Angers die Stadt Lichtenfels vermerkt.
1834 fand sich in dem Kaufmann und Magistratsrat Johann Baptist Silbermann ein neues Vereinsoberhaupt. Der Gesellschaft, die in den Jahren zuvor stetig an Mitgliedern verlor, traten 1834 74 Männer aus Lichtenfels und nächster Umgebung neu oder wieder bei. Aus eigenen Mitteln errichtete Silbermann auf dem Anger ein einstöckiges, langgestrecktes, vierfenstriges Gebäude mit Front zur Coburger Straße, das als neues Schützenhaus diente. Es ist bis heute erhalten und stellt den Vorsaal des heutigen Schützenhauses dar. Offiziell erfolgte die Neugründung der Schützengesellschaft durch Silbermann am 29. Mai 1834.
Nach dem Freischießen von 1834 zählte die Schützengesellschaft 74 Mitglieder. 1839 waren als Ehrengäste beim Schützenfest „Seine Exzellenz Herr Regierungspräsident Freiherr von Andrian“ mit einigen Offizieren anwesend.

### 1840–1910 Neues Schützenhaus Vereinsjubiläen
Die notarielle Verbriefung vom 19. August 1864 bestätigt die schenkungsweise Abgabe von 0,13 Tagwerk Grundfläche durch die Steuergemeinde Lichtenfels an die Schützengesellschaft für ein neues Schützenhaus. Der Deutsch-Französische Krieg 1870/71 brachte wesentliche Behinderungen im Vereinsleben. So wurde das Schützenfest 1870 ausgesetzt und das Schießhaus diente vom 18. September 1870 bis 31. März 1871 als Vereinslazarett. Vom 13. mit 17. Juli 1884 feierte die Schützengesellschaft ihr 50. Jubiläum. Als Gründungsjahr der Gesellschaft wurde 1834, obwohl auch in den eher inaktiven Jahren von 1817 bis 1834 die Schützengesellschaft nie ganz aufgegeben wurde. Im Jahr 1897 wurde das Schießhaus an den Fernsprechverkehr angeschlossen und die Beleuchtung des Festplatzes mit Gasglühlicht durchgeführt.
Anlässlich der Einführung des neuen Bürgerlichen Gesetzbuches im Jahre 1900 wurde auch wieder die rechtliche Stellung der Schützengesellschaft erörtert. Landesschützenmeister H. von Dall'Armi, München, teilte auf Grund seiner Unterrichtung im Justizministerium am 7. März 1900 hierher mit, die allgemeine Schützenordnung für das Königreidl Bayern vom 25. August 1868 bleibe nach wie vor wirksam. Nach § 2 Abs. II dieser Schützenordnung besitze auch die Lichtenfelser Gesellschaft die kraft Gesetz erworbenen Rechte einer Corporation. Der Ehrentitel „Kgl. Priv. Scharfschützengesellsdiaft“ konnte nun mit gutem Recht geführt werden. Ab 1904 tritt die Bezeichnung auch offiziell in den Gesellschaftsakten und im Schützensiegel in Erscheinung.
1902 wurde erstmals ein Industrie und Preisschießen durchgeführt. An diesem nahmen 24 Schützen teil. Die Generalversammlung vom 28. April 1902 befasste sich eingehend mit dem Vorhaben, einen Saal zu bauen. Distriktsbautechniker Graebner wurde mit der Erstellung der Pläne und Kostenvoranschläge betraut. Voraussetzung für die Inangriffnahme der Arbeiten war die ausreichende Zeichnung der Bausumme seitens der Mitglieder durch Anteilscheine. Dem Reservefonds für den beabsichtigten Neubau wurde der Betrag von 1000 Mark zugeführt; 1903 folgten weitere 500 Mark für diesen Fonds.
Nach Errichtung eines eigenen Standes, konnte am 27. November 1906 im Schießhaus erstmals mit Zimmerstutzen geschossen werden.
Anlässlich des hundertjährigen Bestehens der Kgl. Privilegierten Scharfschützen Gesellschaft wurde vom 9. mit 14. Juli 1910 das herkömmliche Freischießen größer als sonst üblich gefeiert.

### Erster und Zweiter Weltkrieg
Der Erste Weltkrieg, beendete für mehr als vier Jahre jede praktische Tätigkeit der Schützengesellschaft. Bereits in der ersten Dezemberhälfte 1914 wurde das Schießhaus von der Heeresverwaltung beschlagnahmt und als Militärlazarett zur Unterbringung verwundeter Krieger eingerichtet.
Das Jahr 1933 brachte mit der Machtübernahme durch Hitler die Gleichschaltung der Gesellschaft im Sinne der Richtlinien der National Sozialistischen Deutschen Arbeiterpartei. Auf die Beibehaltung des alten Namens „Kgl. priv. Scharfschützen Gesellschaft“ wurde Wert gelegt. Da jedoch das königliche Privilegium durch die neuen Verhältnisse praktisch unwirksam wurde, führte man vorerst gewissermaßen provisorisch den Namen „Priv. Scharfschützen Gesellschaft Lichtenfels“ ein.
Beim Schützenfest 125. Schützenfest der Gesellschaft, im Jahr 1935 wurden erstmals Mannschaftskämpfe im Kleinkalibersport durchgeführt. Aufgerufen hierzu wurden alle Formationen der NSDAP sowie alle Schießsport treibenden Organisationen und Vereine. An diesem Mannschaftsschießen nahmen die SA, der Arbeitsdienst, der Bahnschutz, die SS, das Fliegerkorps, der Postschutz und die Kraftfahrkorps Verbände teil. Darüber hinaus beteiligten sich am herkömmlichen Auszug erstmals auch die politischen Formationen der NSDAP, sowohl Jungvolk und der Hitlerjugend als auch Arbeitsfront und mehrere Sturmabteilungen.
Von Februar bis August 1940 nahm ein Landesschützenbataillon das Schützenhaus in Anspruch. Im Dezember 1940 zogen Teile des Inf.-Batl. Hermann ein. Diese Truppe benutzte auch die Schießstände. Am 3. April 1941 verließ das Bataillon Hermann wieder die Stadt. 1945 wurde insbesondere durch die vielen Ostarbeiter das Schützenhaus geplündert. Die deutschen Polizeikräfte waren außer Dienst gesetzt und machtlos. Miteinher ging der Plünderung auch der Verlust zahlreicher alter wertvoller Aufzeichnungen und Urkunden. Auch der Bestand des Schützenarchivs, das in einem feuersicheren Stahlschrank verwahrt war, ging verloren.
Ab 26. Juli 1945 wurde das Schützenhaus als Massenquartier zur Unterbringung von Flüchtlingen herangezogen sowie gleichzeitig der zweite Bürgermeister Johann Unrein als Treuhänder für das Schießhaus bestellt. Die Priv. Scharfschützengesellschaft existierte zu dieser Zeit nicht mehr offiziell und war ohne rechtliche Vertretung. Dies änderte sich am 29. April 1948 durch Bildung des „Gesellschaftsvereins Lichtenfels“. Die Gesellschaft bezeichnete sich als gemeinnützig und unpolitisch. Am 6. November 1948 wurde der neue Verein beim Amtsgericht Lichtenfels Registergericht in das Vereinsregister für Lichtenfels eingetragen. Am 15. Dezember 1949 wurde die Priv. Scharfschützengesellschaft wieder unter ihrem alten Namen in das Vereinsregister eingetragen.

## Der Schützenanger
Der heutige Schützenanger wurde um 1730 noch Schiffanger genannt (Ausschnitt aus einem Lichtenfelser Flurplan um 1730). Als ab 1811 alljährlich Schützenfeste in Lichtenfels gefeiert wurden, kam dem Anger die Bedeutung eines Festplatzes zu. Wann sich der Name „Schießanger“ als offizielle Bezeichnung einbürgerte, ist nicht geklärt. Auf einem Stadtplan von 1841, entstanden zur Vorbereitung des Bahnbaus, wird die Fläche noch als „Gemeinanger“ bezeichnet. 2007 entschied der Hauptausschuss des Lichtenfelser Stadtrates die Umbenennung des „Schießangers“ in „Schützenplatz“.

## Das Emblem der Schützengesellschaft
Auf Einladungsbriefen und in Zeitungsanzeigen finden sich bis 1866 nur allgemeine Schützenembleme, welche scheinbar willkürlich ausgewählt werden. Erst am 1864 neu erbauten Schützenhaus befindet sich an der vorderen Giebelseite ein in Sandstein gehauenes Schützenemblem. Das Emblem bestand aus einer Zielscheibe mit Schützenhut und Ehrenkranz, sowie hinter der Scheibe gekreuzte Gewehre.
Das heutige Emblem stammte aus dem Jubiläumsjahr 1985 und wurde vom damaligen Zweiten Schützenmeister Alfred Brandmeier entworfen.

## Die Schützenfahnen
Früher schworen Mitglieder vor ihrer Aufnahme über der Vereinsfahne Treue. Der modernen Zeit angepasst, ist sie heute eher zu einer Art Erkennungszeichen für einen Verband geworden. Am 19. September 1869 trat die ganze Stadt zur Weihe der damaligen, neu angeschafften Schützenfahne an. Diese Fahne wurde im Jahr 2010 durch Spenden der Mitglieder restauriert.
Die Originalfahne von 1869 wird seit einigen Jahrzehnten bei den Umzügen aufgrund ihrer Empfindlichkeit nicht mehr mitgeführt. Der ehemalige Lichtenfelser Bürgermeister Baptist Hofmann, der zudem lange Mitglied im Vereinsausschuss war, stiftete daher 1975 eine neue Schützenfahne. Sie wurde im Rahmen einer Feierstunde, am Schützenfest, am 12. Juli 1975 im Lichtenfelser Rathaussaal geweiht und der Gesellschaft übergeben.

## Persönlichkeiten

### Die Gründer von 1810
Zu den Gründungsmitgliedern zählten unter anderen:
- Wilhelm von Wittelsbach, königliche Hoheit, Herzog in Bayern
- Baron von Massenbach, königlich-bayerischer Generalmajor und herzoglicher Hofmarschall

### Die Ehrenschützenmeister
- Krauss, Udo (* 31. Juli 1883 in Lichtenfels, † 4. Juli 1954 in Lichtenfels): zum Ehrenschützenmeister ernannt 1950, Ehrenbürger der Stadt Lichtenfels und Seniorchef der Firma Heinrich Krauss, Korbwaren- und Polstermöbelfabrik Lichtenfels. Erster bzw. zweiter Schützenmeister von 1924 bis 1936. Von 1948 bis 1949 erster Schützenmeister. Von 1950 bis 1954 Ehrenschützenmeister.
- Krautheim, Wilhelm (* 4. März 1902 in Neuensorg bei Kemnath; † 9. Februar 1971): zum Ehrenschützenmeister ernannt am 3. März 1960, Bürgermeister und Kaufmann zu Lichtenfels. Von 1937 bis 1945 und von 1956 bis 1966 erster Schützenmeister. Seit 1960 Ehrenschützenmeister und seit 1967 Ehrenmitglied.
- Brandmeier, Alfred (* 31. Januar 1931), zum Ehrenschützenmeister ernannt am 28. März 1996, Zweiter Schützenmeister von 1983 bis 1988. Erster Schützenmeister von 1989 bis 1994.

### Ehrenmitglieder
- Baptist Hofmann – erhielt im Rahmen der Generalversammlung 1976 die Ehrenmitgliedschaft in der Schützengesellschaft, nachdem er mehr als 30 Jahre aktiv im Ausschuss tätig war und sich nach 1945 intensiv für die Belange der Gesellschaft eingesetzt hat, auch um den Titel „königlich privilegierte“ wieder zu erlangen.

### Die Ehrenscheiben
- Bernhard Schoder (* 24. April 1914 in Schney): Zweiter Schützenmeister von 1967 bis 1973, zum Ehrenmitglied ernannt am 20. März 1986
- Hans Schnappauf (* 7. August 1921; † 25. Oktober 1999): zum Ehrenmitglied ernannt am 20. März 1986